# Mike Oldfield
 (juillet 2018).
Pour les articles homonymes, voir Oldfield.
Mike Oldfield, né le 15 mai 1953 à Reading (Berkshire), est un musicien multi-instrumentiste et auteur-compositeur britannique.
Il est surtout connu pour son premier album studio Tubular Bells (1973), qui est devenu un succès critique et commercial inattendu et a lancé sa carrière tout en permettant l'essor de la société Virgin. Il est également connu pour sa chanson pop Moonlight Shadow, succès commercial dans les années quatre-vingt.

## Biographie
Michael Gordon Oldfield naît le 15 mai 1953 à Reading, dans le Berkshire (Angleterre). Il est le fils du Dr Raymond Henry Oldfield, médecin au sein de la Royal Air Force, et de Maureen Bernadine Liston, une infirmière d'origine irlandaise. Il est le troisième d'une fratrie de musiciens : Sally Oldfield (née le 3 août 1947) fait une carrière d'auteure-compositrice-interprète, tandis que Terry Oldfield, (né le 12 août 1949) fait une carrière de compositeur. Un quatrième enfant, David, atteint de trisomie 21, meurt en bas âge.
Mike Oldfield a eu sept enfants de différentes unions : Molly (née en 1979), Dougal (1981-2015), Luke (né en 1986), Greta (née en 1988), Noah (né en 1990), Jake (né en 2004) et Eugene (né en 2008).

### Enfance et premiers pas dans la musique
L'enfance de Mike Oldfield est marquée par la toxicomanie de sa mère, qui fait de fréquents séjours en hôpital psychiatrique. Elle décèdera en 1975. Son père, lui-même passionné de musique et issu d'une famille de mélomanes, lui achète une guitare dès l'âge de 7 ans. Face aux nombreuses crises de folie de sa mère, Mike développe une personnalité maladivement introvertie et trouve refuge dans la pratique de la guitare. Il développe une technique de jeu toute personnelle en cherchant à imiter les guitaristes de musique folk britannique en vogue au début des années 1960 : John Renbourn et Bert Jansch notamment. Il s'inspire également du jeu de Hank Marvin le guitariste des Shadows, qu'il admire.
À l'adolescence, Mike Oldfield est guitariste dans quelques clubs folk, mais sa carrière débute vraiment lorsque, à 15 ans, il forme le duo folk The Sallyangie avec sa sœur Sally Oldfield. Ensemble, ils sortent un album intitulé Children of the Sun en novembre 1968, chez Transatlantic. Mike forme ensuite un groupe éphémère avec son frère Terry. À cette période, il fait l'acquisition d'une Fender Telecaster blonde ayant appartenu à Marc Bolan. En février 1971, il rejoint en tant que bassiste et guitariste, l'ex-Soft Machine Kevin Ayers et son groupe, The Whole World, au sein duquel il fait la connaissance du compositeur avant-gardiste David Bedford, qui l'encourage à développer ses premières compositions.

### La genèse deTubular Bells
À 17 ans, Mike Oldfield commence à composer des bribes de ce qui deviendra Tubular Bells et enregistre une maquette avec un magnétophone Bang & Olufsen prêté par Kevin Ayers. Il bricole l'appareil de telle sorte qu'il parvient à réaliser des overdubs tout seul, ce qui lui permet de superposer le son de sa Telecaster, d'une basse Fender Precision, d'un orgue Farfisa et d'un xylophone, vraisemblablement un jouet pour enfants. À l'été 1971, il fait le tour des maisons de disques avec sa maquette, sans succès. La démo bouleverse Tom Newman, qui travaille au studio The Manor que monte le jeune entrepreneur Richard Branson qui est également en train de mettre sur pied un réseau de magasins de disques. Richard Branson propose à Mike Oldfield d'enregistrer son album pendant les heures de studio non louées et, dans un premier temps, il tente de trouver une maison de disques pour publier la musique du jeune guitariste, sans succès. C'est en 1972 que Richard Branson décide de créer son propre label et il propose à Mike Oldfield de figurer parmi les premiers artistes de Virgin. Il lui fait signer un contrat l'engageant sur dix albums, ce qui sera par la suite source de litiges entre Oldfield et Virgin.
Tubular Bells sort le 25 mai 1973 sous le numéro de catalogue V2001, quelques jours après le vingtième anniversaire de Mike. Il s'agit d'un album de musique instrumentale présentant un seul long morceau de rock symphonique sur chaque face du 33 tours. Tous les instruments ou presque sont joués par Oldfield, ce qui a nécessité, pour l'époque, des prouesses techniques lors de l'enregistrement. Richard Branson porte l'album auprès des médias anglais et le fameux disc-jockey britannique John Peel programme les deux faces complètes de l'album dans son émission de rock à la BBC. L'album va connaître un très grand succès et devenir une des plus grosses ventes de l'histoire de la musique, ce qui est remarquable pour une musique purement instrumentale. La reprise du thème introductif en tant que thème principal du film l'Exorciste, quelques mois plus tard, va amplifier ce succès, notamment aux États-Unis.

### Les années Virgin
Soudainement riche et célèbre, mais toujours maladivement timide et sujet à des crises de panique, Mike Oldfield quitte Londres et part se réfugier dans une maison isolée, dans l'Herefordshire, contrée rurale en bordure du pays de Galles, où il vivra pendant deux ans.
Les albums suivants de Mike connaissent un succès important, mais qui reste toujours bien en deçà de celui de Tubular Bells, dont les ventes se cumulent pendant des années, pour dépasser aujourd'hui[Quand ?] les quinze millions d'exemplaires.
Après Tubular Bells (1973) suivent Hergest Ridge (1974) et Ommadawn (1975), deux autres albums de rock progressif. En 1978, le double album Incantations, s'il reste dans la même veine progressive, étire plus longuement les thèmes répétitifs et en fait un album plus difficilement accessible. Sa parution s'accompagne d'un changement radical de l'apparence de Mike et de son comportement qui devient plus extraverti, évolution consécutive à une thérapie menée dans le cadre d'un séminaire EST.
Cette évolution entraîne également des changements profonds de sa musique : les albums suivants constitués de pièces plus rock, souvent plus courtes, et parfois de chansons pop (avec des chanteurs invités) sont promus par des tournées-marathon dans toute l'Europe. S'inscrivent dans cette période les albums Platinum (1979), en partie réalisé à New York, QE2 (1980), qui mêle vocodeur, rythmiques africaines et références celtiques avec Phil Collins à la batterie, Five Miles Out (1982) avec entre autres Carl Palmer et Paddy Moloney. Crises (1983) et Discovery (1984) s'éloignent des références folkloriques et proposent un son pop-rock efficace avec une plus grande part de synthétiseur. Crises marque également le retour de Mike au premier plan de la musique pop-rock : la chanson Moonlight Shadow, interprétée par Maggie Reilly, devient un tube international.
Par ailleurs, Blue Peter, instrumental composé pour le programme britannique pour enfants du même nom en 1979, est aussi popularisé en Belgique en devenant le générique de Télétourisme à partir de 1981.
Dans cette période, Mike Oldfield réalise ses enregistrements de façon plus collective, en faisant intervenir d'autres musiciens sur des parties qu'il assurait auparavant lui-même (claviers, basse, guitare rythmique) et en partageant occasionnellement le rôle d'auteur-compositeur. S'il a tendance à renouveler régulièrement les musiciens qui l'entourent, quelques-uns tissent une relation musicale plus durable : le batteur français Pierre Moerlen du groupe Pierre Moerlen's Gong intervient régulièrement en studio et en tournées de 1973 (live BBC) à 1987 (Islands). Le batteur britannique Simon Phillips noue également une relation fructueuse avec Mike, avec qui il coproduit deux albums (Crises et Discovery). Du côté des interprètes vocaux, outre Sally Oldfield que l'on retrouve sur six albums de son frère, la chanteuse Maggie Reilly participe à cinq albums de Mike tout au long des années 1980.
En 1981, Mike déclare qu'il fera de nombreuses tournées jusqu'à ce qu'il puisse acquérir du matériel pour réaliser des vidéos. Son intérêt pour la vidéo était manifeste dès sa première tournée en 1979, où il projetait des images en arrière-plan de la scène. À partir de 1985, Mike cesse de monter sur scène et commence à s'impliquer dans la conception graphique et la vidéo. Il fait l'acquisition de matériel coûteux et, après s'être fait la main sur quelques vidéo-clips (Pictures in the Dark, Shine), il se lance dans le projet novateur d'un album vidéo. Il n'arrive cependant pas à le réaliser dans un délai raisonnable et la sortie de la vidéo The Wind Chimes se fait bien après celle de l'album audio Islands 1987 qui y était lié. Mike termine son contrat avec Virgin par trois albums inégaux : Earth Moving (1989) est une collection de chansons qui déçoit de nombreux fans, tandis qu'Amarok (1990) verse dans l'excès inverse avec une seule piste audio de 60 minutes proposant un instrumental inventif et déjanté. L'album est un échec commercial mais devient l'œuvre de référence pour de nombreux fans. Heaven's Open (1991) semble un album réalisé à la va-vite. Il a pour originalité d'être signé Michael Oldfield et de proposer cinq chansons qu'il interprète lui-même.

### Les années Warner
En 1992, Mike Oldfield signe un nouveau contrat chez Warner et publie Tubular Bells II, qui lui permet de revenir sur le devant de la scène en Angleterre, où Mike reste indissociable de son premier album. L'album est coproduit par Trevor Horn et les idées de ce dernier semblent marquer Oldfield durablement. Ses albums suivants font l'objet de moins d'empilements d'arrangements et d'une épuration de son style musical. C'est le cas sur The Songs of Distant Earth (1994), album initialement décrié par les fans de Mike Oldfield, mais qui a été ré-estimé positivement avec le temps. Suivent Voyager en 1996, Tubular Bells III en 1998, Guitars en mai 1999 et The Millennium Bell en novembre 1999, suivi par un concert exceptionnel à Berlin pour le passage à l'an 2000.
L'astéroïde (5656) Oldfield est nommé en son honneur en 1994.
En 2002, en sortant Tres Lunas, Mike voit enfin un premier aboutissement de son investissement dans l'univers de la vidéo, puisque le CD audio est accompagné d'un CD-Rom contenant un jeu 3D dans lequel figure de la musique inédite. Oldfield a proposé, en 2004, un autre jeu (Maestro) en téléchargement payant sur son site officiel, mais le succès commercial de ces deux productions ludiques n'a pas été au rendez-vous (quelques milliers d'exemplaires du jeu vendus seulement). Cette voie a été abandonnée depuis par le musicien. Depuis 2007, les jeux développés par Mike sont disponibles gratuitement sur son site.
Le trentième anniversaire de Tubular Bells, en 2003, a été célébré par la parution de Tubular Bells 2003, qui est une réinterprétation et un réenregistrement de la partition originale. En parallèle, le Tubular Bells d'origine a fait l'objet d'une réédition remasterisée en multicanal sur formats DVD Audio et Super Audio CD en respectant le format quadriphonique d'origine.

### Les années Mercury

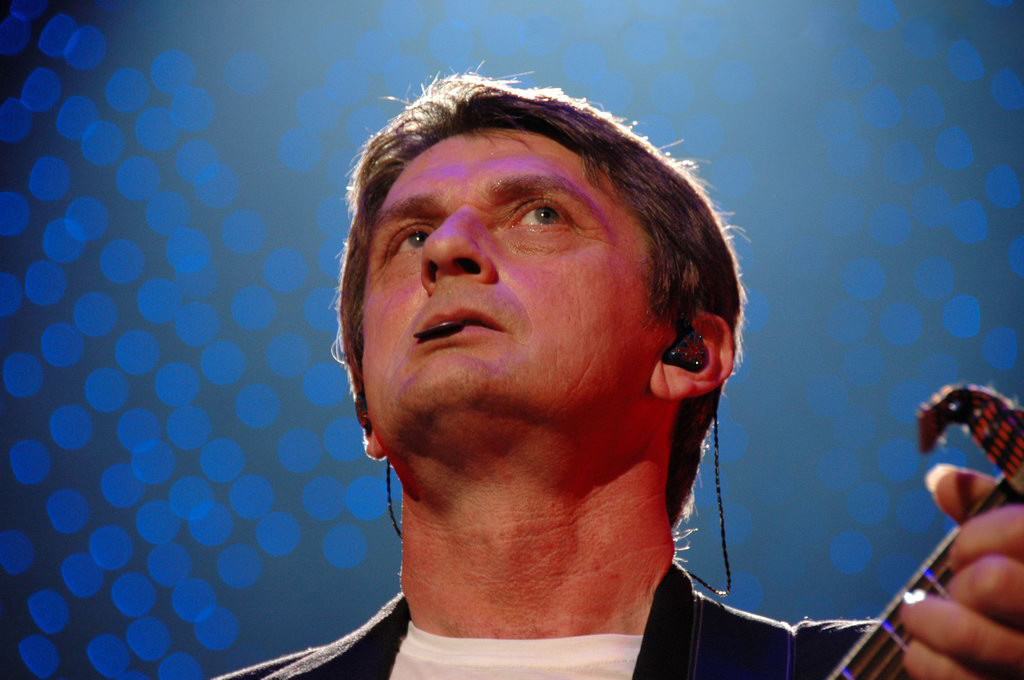
Mike Oldfield en 2006.

En 2005, le double Light + Shade, paru chez Mercury Records ne semble pas avoir réconcilié Oldfield avec toute sa communauté de fans, les plus anciens n'approuvant pas son évolution, depuis 1998, vers des instrumentaux courts et influencés par les séquenceurs et la musique dance.
En 2006 et 2007, sa participation aux Night of the Proms allemandes et espagnoles consiste en la reprise de grands classiques : des extraits de Tubular Bells et Ommadawn, ainsi que Moonlight Shadow, To France et Shadow on the Wall(avec Roger Chapman).
En mai 2007, est parue chez Virgin Books, l'autobiographie de Mike Oldfield, sous le nom Changeling. Mike y évoque essentiellement son enfance, les relations qu'il avait avec les membres de sa famille et la manière dont leur vie a été perturbée par la maladie de sa mère. Il y retrace aussi sa carrière musicale, de ses débuts jusqu'en 1979. Il y aborde les troubles psychologiques dont il a souffert lors de son adolescence et relate la thérapie de groupe qu'il a suivie en 1978. Mike a annoncé qu'il verserait à une œuvre caritative, pendant un an, les droits d'auteur que lui rapporterait ce livre.
Après avoir publié ce bilan d'une vie, Oldfield a mis en vente nombre de ses instruments (y compris certaines de ses guitares emblématiques) en 2006 et 2007. Il a quitté le Royaume-Uni en novembre 2007 pour s'installer sur l'île espagnole de Majorque pendant quelques mois, avant de déménager pour les Bahamas avec son épouse et ses enfants.
Le 17 mars 2008, Music of the Spheres, un album de musique symphonique composée par Mike et orchestrée par Karl Jenkins, est sorti sous le label Universal Music Classics and Jazz. Oldfield avait indiqué en 2007 envisager une tournée européenne pour accompagner la sortie de l'album, mais il s'est finalement contenté d'un seul concert donné au musée Guggenheim de Bilbao.
Le 27 juillet 2012, il participe à la cérémonie d'ouverture des Jeux olympiques de Londres en jouant la musique accompagnant le tableau Second to the right, and straight on till morning dédiée au système de santé britannique et à la littérature enfantine. Les morceaux joués sont deux extraits de Tubular Bells dont une version swing de la célèbre introduction, un extrait de Tubular Bells III et In Dulci Jubilo.
Le 3 mars 2014, Mike Oldfield sort, sous le label Virgin EMI, Man on the Rocks, album dont la composition avait été commencé dans le courant de l'année 2010 sous le titre provisoire de « Telecaster ». Il marque le retour de Mike Oldfield a un album de chansons rock et à une réalisation plus collégiale, les onze chansons étant jouées avec le chanteur Luke Spiller du groupe The Struts, John Jr. Robinson (batterie) Leland Sklar (basse), Matt Rollings (claviers), Michael Thompson (guitare rythmique) et produit par Steve Lipson.
En parallèle, Mike continue la réédition au format « Deluxe » (remixes 5.1, bonus inédits, extraits lives) des disques du catalogue Virgin, entamée en 2009 par la réédition de Tubular Bells et poursuivie dans l'ordre chronologique des albums. Five Miles Out et Crises sont réédités en 2013. Cette campagne de réédition s'achèvera avec les rééditions de Amarok et de Heaven's Open, car les masters des albums de Warner n'ont pas été retrouvés.
Le 20 janvier 2017 sort son 26e album studio, Return to Ommadawn, album de musique instrumentale présenté comme une suite directe de l'album Ommadawn (1975). Mike Oldfield travaillerait depuis à la création d'un nouveau lecteur audio qui sortirait conjointement avec un nouvel album de la série des Tubular Bells.
En 2023, paraît un album « Tubular Bells 50th Anniversary » qui, outre le Tubular Bell de 1973, comprend le morceau « Tubular Bells 4 Intro - 2017 Demo », un inédit.

## La musique de Mike Oldfield
Il est difficile de classer la musique de Mike Oldfield dans un genre donné. Ses premiers albums s'apparentent au rock progressif par la présence de longs morceaux complexes, mais avec d'importantes incursions d'influences folkloriques. La rareté de la batterie associée au caractère hypnotique et répétitif de certains thèmes incite certains à considérer Mike comme un artiste du genre new age, d'autant que la programmation et les synthétiseurs sont devenus prééminents dans les albums de l'artiste à la charnière de l'an 2000. Oldfield a également évolué dans la pop music (chansons pop) et été influencé par la dance music à partir des années 1990.
Il est avant tout guitariste et c'est surtout sur cet instrument qu'il compose ses œuvres, même s'il les adapte ensuite au clavier (The Top of the Morning sur Tubular Bells III). La guitare est mise en avant sur quasiment tous ses disques. La guitare électrique de Mike Oldfield a un son aigu et nasillard qu'il a beaucoup travaillé : elle représente plus ou moins sa « voix » sur ses disques. Le son de sa guitare évolue au fil des changements de matériel : s'il a commencé avec une Fender Telecaster, il a ensuite utilisé une Gibson SG Junior, une Gibson L6 custom, une Fender Stratocaster. Depuis la fin des années 1980, il semble jouer essentiellement sur des PRS.
Il est aussi un précurseur des musiciens populaires multi-instrumentistes.
Mike Oldfield se caractérise aussi par son goût prononcé pour la technologie : il a toujours été le premier à s'équiper de matériels nouveaux (il a été un des premiers à acquérir un Fairlight CMI, par exemple) et travaille depuis vingt ans sur le concept d'œuvres multimédia (musique, vidéo et jeu).
N'étant pas lui-même chanteur (sauf sur l'album Heaven's Open et Ommadawn pour le titre On Horseback), plus d'une vingtaine de chanteurs ont collaboré avec lui. À l'apogée de sa période pop, on se souvient de la voix aérienne de Maggie Reilly, notamment dans les célèbres Moonlight Shadow et To France. L'ex-chanteur de Yes, Jon Anderson, a également chanté dans deux titres In High Places et Shine, ainsi que l'ex-chanteur du trio progressif allemand Triumvirat Barry Palmer, Bonnie Tyler, Anita Hegerland, Roger Chapman du groupe Family.
Mike Oldfield a également composé la musique du film La Déchirure et de quelques documentaires britanniques. Sa version de Blue Peter a été utilisée comme générique d'une émission pour enfants de la BBC pendant dix ans ainsi que générique d'une émission de la RTBF appelée Télétourisme.
Mike Oldfield a joué la guitare acoustique sur la version orchestrale de Tubular Bells avec son ami pianiste et chef d'orchestre David Bedford, avec lequel il jouait dans le groupe de Kevin Ayers, « The Whole World » avec le saxophoniste Lol Coxhill et Mick Fincher à la batterie en octobre 1970.
En 1976, il publie un coffret intitulé Boxed de quatre disques vinyles, Tubular Bells, Hergest Ridge, Ommadawn ainsi que la rareté Collaborations. Cette dernière a d'ailleurs été rééditée en 2016. Quant au coffret Boxed, il a lui-même été réédité en CD en 1989, avec sur trois disques l'intégrale de la version vinyle de 1976.

## Discographie

### The Sallyangie
- 1968 : Children of the Sun (Duo avec Sally Oldfield)

### Kevin Ayers, Mike Oldfield, Robert Wyatt, David Bedford, Lol Coxhill
- 1970 : Garden of love

### Lol Coxhill
- 1970 : Lol Coxhill - Avec Mike Oldfield à la basse.

### Kevin Ayers/John Cale/Eno/Nico
- 1974 : June 1st, 1974
- 1974 : Outtakes

### Kevin Ayers & The Whole World
- 1970 : Shooting at the Moon - Avec Robert Wyatt et Bridget St. John au chant.
- 1971 : Whatevershebringswesing - Avec Robert Wyatt aux chœurs, Didier Malherbe au saxophone et à la flûte.
- 1975 : The Joy Of A Toy/Shooting At The Moon - Compilation.
- 2007 : Hyde Park Free Concert 1970 - Avec Robert Wyatt, David Bedford, Lol Coxhill. Bootleg.

### Robert Wyatt
- 1974 : Rock Bottom - Second album solo de Robert Wyatt, après son départ de Soft Machine. Mike y joue de la guitare. Produit par Nick Mason.
- 1981 : Fandango - Bootleg de Robert Wyatt avec Dave Stewart, Mike Oldfield, Fred Frith, Hugh Hopper, Nick Mason, Gary Windo, Julie Tippett, etc.

### Kevin Ayers
- 2008 : What More Can I Say... - Avec Robert Wyatt, David Bedford.

### Solo
| - 1973 : Tubular Bells - 1974 : Hergest Ridge - 1975 : Ommadawn - 1978 : Incantations - 1979 : Platinum - 1980 : QE2 - 1982 : Five Miles Out - 1983 : Crises - 1984 : Discovery - 1984 : The Killing Fields (BO du film La Déchirure) - 1987 : Islands - 1989 : Earth Moving - 1990 : Amarok - 1991 : Heaven's Open | - 1992 : Tubular Bells II - 1994 : The Songs of Distant Earth - 1996 : Voyager - 1998 : Tubular Bells III - 1999 : Guitars - 1999 : The Millennium Bell - 2002 : Tres Lunas - 2003 : Tubular Bells 2003 - 2005 : Light + Shade - 2008 : Music of the Spheres - 2014 : Man on the Rocks - 2017 : Return to Ommadawn |

### Collaborations
- 1975 : The Rime Of The Ancient Mariner de David Bedford -guitare.
- 1976 : The Odyssey de David Bedford - guitare sur 2 pièces.
- 1977 : Instructions For Angels de David Bedford - guitare sur 1 pièce, Mike Ratledge synthé sur 1 pièce.
- 1981 : Mike Oldfield, Sally Oldfield, Pekka Pohjola de Mike Oldfield, Sally Oldfield, Pekka Pohjola.
- 1995 : Variations On A Rhythm Of Mike Oldfield de David Bedford & Tom Newman.
- 2012 : Journey Into Space de Terry Oldfield - guitare sur 3 pièces.
- 2019 : The Space Movie The Original Soundtrack. - guitare, claviers et percussions sur Oomadawn, claviers, basse, guitares et synthés sur Incantations avec, entre autres, David Bedford, Terry et Sally Oldfield, Pierre Moerlen, Maddy Prior, Steve Hillage, etc.

### Musiques reprises ou samplées
L'œuvre musicale de Mike Oldfield a fait l'objet de nombreuses reprises ou d'échantillonnages (samples), ces derniers concernant surtout la musique rap et hip-hop.
- Quelques exemples de reprises :
  - Hall and Oates ont repris la chanson Family Man et en ont fait un succès aux États-Unis, en 1982.
  - Wallis Franken a repris la chanson Foreign Affair en français (Etrange Affaire) qui fut un succès en France sous cette forme en 1985.
  - En 1996, le groupe de Power Metal Blind Guardian a repris le titre 'To France' sur leur album The Forgotten Tales.
  - En 2010, Vox Angeli reprend Moonlight Shadow dans son album Irlande.
  - En 2011, Nolwenn Leroy reprend Moonlight Shadow et To France pour la sortie internationale de son album Bretonne.
  - En 2011, Kim Wilde reprend To France sur son album intitulé Snapshots.
  - En 2011, le groupe de métal symphonique Leaves Eyes a repris le titre 'To France' sur leur album Meredead
- Quelques exemples de samples :
  - En 1999 la rappeuse Lady Laistee a utilisé un sample de l'instrumental The Lake sur la chanson Et Si... ?.
  - En 2001, Eyedea utilise un sample de Tubular Bells sur le titre Even shadows have shadows (disponible sur la compilation We came from beyond).
  - En 2005, Disiz la Peste fait de même dans la version interprété par Geoff Love and his Orchestra sur le titre Une Histoire extraordinaire (extrait de l'album Les Histoires extraordinaires d'un jeune de banlieue).
  - En 2010 le rappeur américain Kanye West sample quelques lignes de la chanson In High Places sur le titre Dark Fantasy (extrait de l'album My Beautiful Dark Twisted Fantasy).

- Quelques exemples de réemploi :
  - Moonlight Shadow a été le jingle de la chaîne TNT Direct 8, entre le 31 mars 2005 et le 21 décembre 2006.
  - En 2014, son titre Nuclear est présent à l'E3 sur le trailer du jeu vidéo Metal Gear Solid V: The Phantom Pain.